# وینچنزو مارکسی
وینچنزو مارکسی (انگلیسی: Vincenzo Marchese؛ زادهٔ ۱۹ مهٔ ۱۹۸۳) بازیکن فوتبال اهل ایتالیا است.
از باشگاه‌هایی که در آن بازی کرده‌است می‌توان به باشگاه فوتبال اولم ۱۸۴۶ اشاره کرد.